# Île Outer (Wisconsin)
Outer Island est l'une des îles des Apôtres du lac Supérieur, dans le nord du Wisconsin. C'est la plus orientale, la plus septentrionale et la troisième des îles Apôtres. Le phare d'Outer Island se trouve dans la partie nord de l'île. L'île fait partie de la ville de La Pointe.
L'île fait partie de l'Apostle Islands National Lakeshore , une aire protégée gérée par le National Park Service des États-Unis situé dans le comté d'Ashland.
L'île a une histoire riche qui remonte à ses jours d'exploitation forestière à la fin du 19e siècle. Les vestiges du Lullabye Furniture Camp sont situés à l'extrémité nord-est de l'île. Ce camp comprend 7 camions restants et de nombreux bâtiments dangereux. Il y avait aussi une ligne de tramway ferroviaire qui parcourait 7 miles à travers l'île depuis la pointe de sable au sud jusqu'au camp.
Il existe un quai à l'extrémité nord de l'île que le National Park Service et les bateaux de plaisance utilisent pour s'amarrer. Il s'agit d'une jetée en L en béton qui a été laissée par le Service des phares de la Garde côtière. De là partent deux sentiers. L'un mène au camp Lullabye, et l'autre est une randonnée de 7 miles vers la pointe de sable à l'extrémité sud de l'île suivant l'ancien tracé de chemin de fer utilisé il y a 100 ans.

## Galerie

Localisation des îles des Apôtres
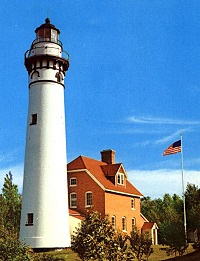
Le phare